# Secret (álbum de Kumi Koda)
Secret (estilizado como secret) es el cuarto álbum de estudio de la cantante japonesa Kumi Kōda, lanzado al mercado el 9 de febrero del año 2005.

## Información
El cuarto álbum de Koda Kumi tuvo bastante promoción, con seis sencillos promocionales exactamente. Debido al gran éxito que tuvo fue relanzado tiempo después con dos nuevas canciones, e incluso con poleras en versiones para hombre y para mujer.
La edición original del álbum contenía quince canciones, pero para su reedición le fueron incluidas un remix de la canción "Hot Stuff" en colaboración con KM-MARKIT, y un dueto con la banda Heartsdales. El álbum también contiene una versión remasterizada del sencillo "hands", y "LOVE HOLIC", originalmente el lado b del sencillo de "Kiseki".
El DVD incluido junto al álbum contiene todos los videos promocionales de los sencillos, aparte de dos videos que no fueron sencillos. El vídeo musical de "SHAKE IT" incluido también estuvo disponible en el DVD Single del tema "Selfish", y el vídeo de "Trust you" es previamente inédito. En las ediciones especiales del álbum al DVD también le fue agregado el vídeo musical de "Hot Stuff".

## Canciones
| CD  |                                     |                            |                    |                    |          |  |
| N.º | Título                              | Letras                     | Música             | Arreglistas(s)     | Duración |  |
| 1.  | «Intro~Get down~»                   | Daisuke "D.I" Imai         | Daisuke "D.I" Imai | Daisuke "D.I" Imai | 1:27     |  |
| 2.  | «Cutie Honey (キューティーハニー?)» | Claude Q.                  | Takeo Watanabe     | h-wonder           | 3:05     |  |
| 3.  | «Hot Stuff feat.KM-MARKIT»          | Koda Kumi, KM-Markit       | Daisuke "D.I" Imai | Daisuke "D.I" Imai | 4:07     |  |
| 4.  | «Selfish»                           | Miki Watanabe              | Miki Watanabe      | Miki Watanabe      | 3:56     |  |
| 5.  | «hands»                             | Koda Kumi                  | Katsumi Ohnishi    | h-wonder           | 4:24     |  |
| 6.  | «Hearty...»                         | Koda Kumi                  | Yasuo Ohtani       | Yasuo Ohtani       | 3:32     |  |
| 7.  | «SHAKE IT»                          | Koda Kumi                  | Daisuke "D.I" Imai | Daisuke "D.I" Imai | 3:48     |  |
| 8.  | «Kiseki (奇跡?)»                    | Koda Kumi, Kosuke Morimoto | Kosuke Morimoto    | Reo Nishikawa      | 4:59     |  |
| 9.  | «Trust you»                         | Koda Kumi, Toru Watanabe   | Toru Watanabe      | Daisuke "D.I" Imai | 4:27     |  |
| 10. | «Chase»                             | Koda Kumi, Kazuhiro Hara   | Kazuhiro Hara      | h-wonder           | 5:00     |  |
| 11. | «LOVE HOLIC»                        | Koda Kumi                  | Tsutomu Yamasaki   | h-wonder           | 4:25     |  |
| 12. | «24»                                | Koda Kumi, Hitoshi Shimono | Hitoshi Shimono    | Hitoshi Shimono    | 5:40     |  |
| 13. | «Let's Party»                       | Hinaco                     | Junpei Takada      | h-wonder           | 4:40     |  |
| 14. | «Believe»                           | Koda Kumi                  | Kaido              | Masaki Iehara      | 4:30     |  |
| 15. | «Through the sky»                   | Koda Kumi, Hiroo Yamaguchi | Hiroo Yamaguchi    | Hiroo Yamaguchi    | 5:34     |  |

| Special Edition Bonus Tracks |                                                                                          |                                       |                                       |                |          |  |
| N.º                          | Título                                                                                   | Letras                                | Música                                | Arreglistas(s) | Duración |  |
| 16.                          | «It's a Small World feat. Heartsdales¹»                                                  | Richard M. Sherman, Robert B. Sherman | Richard M. Sherman, Robert B. Sherman |                | 2:46     |  |
| 17.                          | «Hot Stuff ~Kakuhen Musou Tenshou remix~ (~確変無想転生 remix?) feat. UZI & KM-MARKIT~¹» | Koda Kumi, KM-Markit                  | Daisuke "D.I" Imai                    | Sub-Zero       | 4:17     |  |

| DVD (Videos Musicales) |                                     |              |          |  |
| N.º                    | Título                              | Director(es) | Duración |  |
| 1.                     | «Cutie Honey (キューティーハニー?)» |              |          |  |
| 2.                     | «Chase»                             |              |          |  |
| 3.                     | «Kiseki (奇跡?)»                    |              |          |  |
| 4.                     | «Selfish»                           |              |          |  |
| 5.                     | «SHAKE IT»                          |              |          |  |
| 6.                     | «24»                                |              |          |  |
| 7.                     | «hands» (álbum edition)             |              |          |  |
| 8.                     | «Trust you»                         |              |          |  |
| 9.                     | «Hot Stuff feat.KM-MARKIT¹»         |              |          |  |

- ¹ - Sólo en edición especial

- Datos: Q3042669